# 吉米·卡特
小詹姆斯·厄尔·“吉米”·卡特（英語：James Earl "Jimmy" Carter, Jr.；1924年10月1日—2024年12月29日）是美國民主黨籍政治人物、人道主義者，第39任美国总统（1977年—1981年）。他生於乔治亚州普莱恩斯，早年一直在海军服役，並曾經營花生農場；1963年至1967年在佐治亞州參議院任職，1971年至1975年擔任佐治亞州第76任州長，此後競選總統，並擊敗時任總統杰拉尔德·福特而當選。
卡特任職總統期间，創建了能源部、教育部2個新的內閣部門。而面對美國國內持續性的滯脹问题，即高通货膨胀、高失業率、經濟緩慢成長等問題，其任內曾增加利率到最高20%，引起了部分民眾的反对。外交方面，卡特积极调停以色列与埃及之间的战争，並著手改善与共产主义国家的关係，例如促成和中華人民共和國正式建立外交關係並與中華民國之間斷交。卡特從事外交时多注重人权保障，曾施壓當時由軍事強人朴正熙執政的大韓民國政府改善人权。1979年，他签署移交巴拿馬運河主權協議，同年蘇聯進兵阿富汗，卡特下令對蘇聯採取糧食禁運，并且联合抵制1980年夏季奥运会，並撤銷雙方所簽署的限制戰略武器條約。同年，伊朗爆发伊斯兰革命推翻了巴列维王朝，并因美国为巴列维国王提供政治庇护，霍梅尼政权在年底扣押了德黑兰美国大使馆的52名人质，即伊朗人质危机，卡特在次年派遣部隊救援但失败，而伊朗局勢引发了第二次石油危机，导致美国国内油价飞涨，被認為使其在同年的总统大选尋求連任时输给了罗纳德·里根，最終伊朗人質危機歷經444天後直至他卸任當天才解決。
卸任后，卡特積極參與调停战争、人質危機的斡旋工作，在911袭击后反对美国小布什政府攻打伊拉克，并于2002年获得诺贝尔和平奖。2024年12月29日，卡特于家乡乔治亚州普莱恩斯的家中去世，享嵩壽100岁，為美國歷史上最長壽的總統，也是首位成為人瑞的美國總統。

## 生平

### 早年

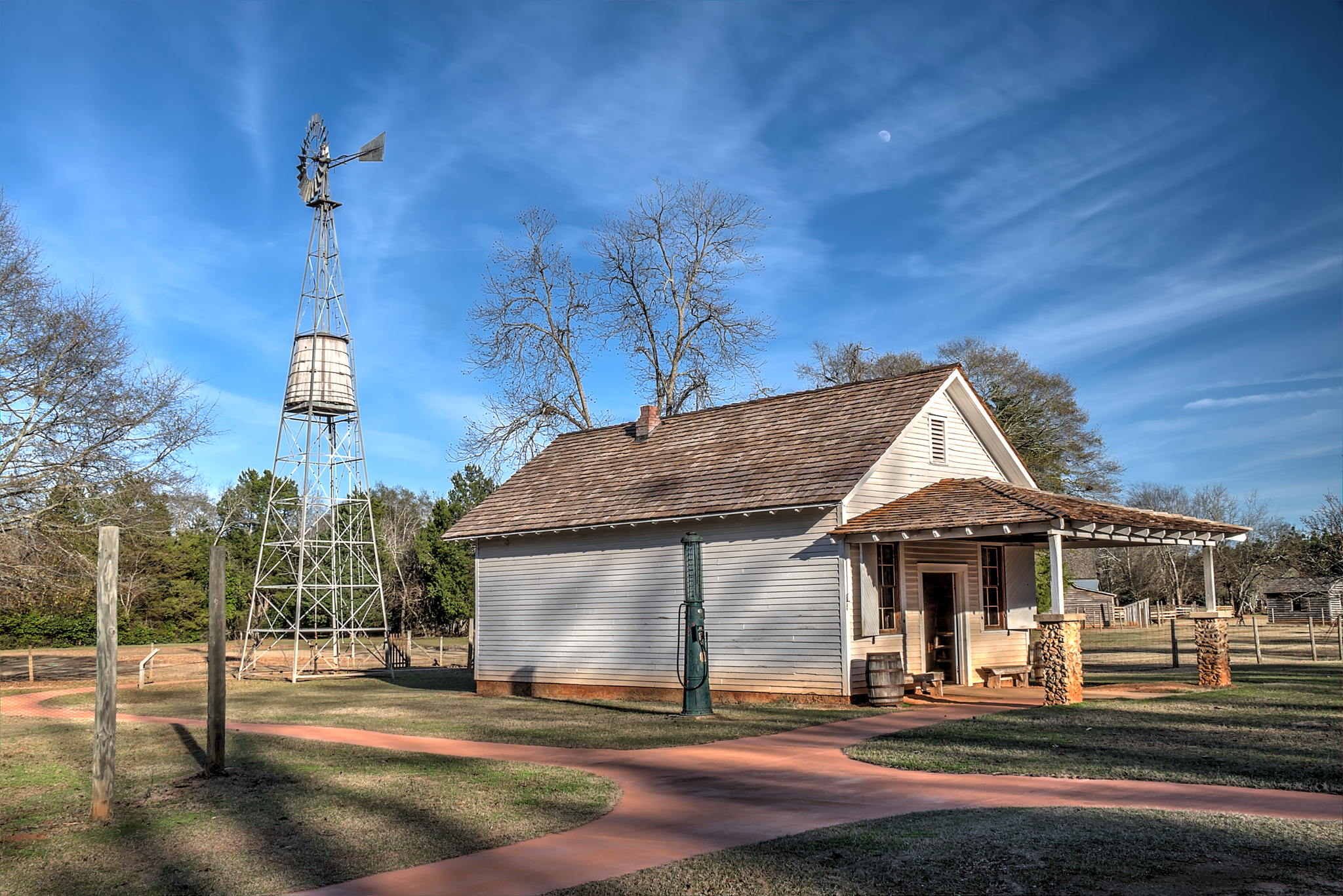
卡特家族在地方經營的商店（今屬吉米·卡特國家歷史公園）

1924年10月1日，吉米·卡特出生於乔治亚州普莱恩斯的莉蓮·G·卡特療養中心（Lillian Carter Health and Rehabilitation），前身是明智療養院，這裡是他的母親擔任註冊護士的地方，他是第一位於醫療機構出生的美國總統，父亲老詹姆斯·厄爾·卡特是一位农场主。卡特是英国移民托马斯·卡特（Thomas Carter）的后裔，托马斯·卡特于1635年定居在弗吉尼亚州。卡特家族的好几代人都居住在乔治亚州，种植棉花作为生计来源。卡特童年時就懂得辛勤勞動。5歲時開始到鎮上去賣煮花生，到9歲時已成為一個機靈的小商販。
在卡特的幼年時期，他的家人搬過好幾次家，最後在附近的阿切利的一條土路上定居下來，那裡幾乎都是貧困的非裔美國人家庭。他家最終又有了三個孩子，分別是 Gloria、Ruth 和 Billy。卡特與父母相處融洽，儘管他的母親在他童年時因工作時間長而經常不在家，儘管他的父親堅決支持種族隔離，但他允許吉米與黑人農夫的孩子交朋友。卡特是個有魄力的青少年，他在父亲厄爾的農田裡有自己的一畝地，他在那裡種植、包裝和銷售花生。卡特還將自己購買的一段租戶住房出租。

### 教育
1937年至1941年，卡特就讀於普萊恩斯高中 (Plains High School)，從十一年級畢業，因為該校沒有十二年級。當時，阿切利和普莱恩斯地區已經因大蕭條而變得貧困，但這個家庭受益於罗斯福新政的農業補貼，卡特的父親也擔任了社區領袖的職位。卡特是個勤奮的學生，喜歡閱讀。有一則流傳甚廣的軼事說，他和朋友翹課，開著一輛熱車到市區冒險，結果被選為畢業生代表。卡特的逃學事件在當地報紙上被提及，但並不清楚他是否會成為畢業生代表。在青少年時期，卡特是普萊恩斯高中籃球隊的隊員，也加入了「美國未來农场主」（Future Farmers of America），這讓他對木工產生了終生的興趣。
卡特16歲中學畢業後，進入美国佐治亚州立西南大学讀了一年工科，然後轉入喬治亞理工學院。1943年，老詹姆斯·卡特的好友——美国联邦眾議員史蒂芬·佩斯說情，把吉米·卡特保送進美國海軍在安那波利斯的美國海軍官校，從此他開始了11年的海軍生涯。

### 海軍生涯

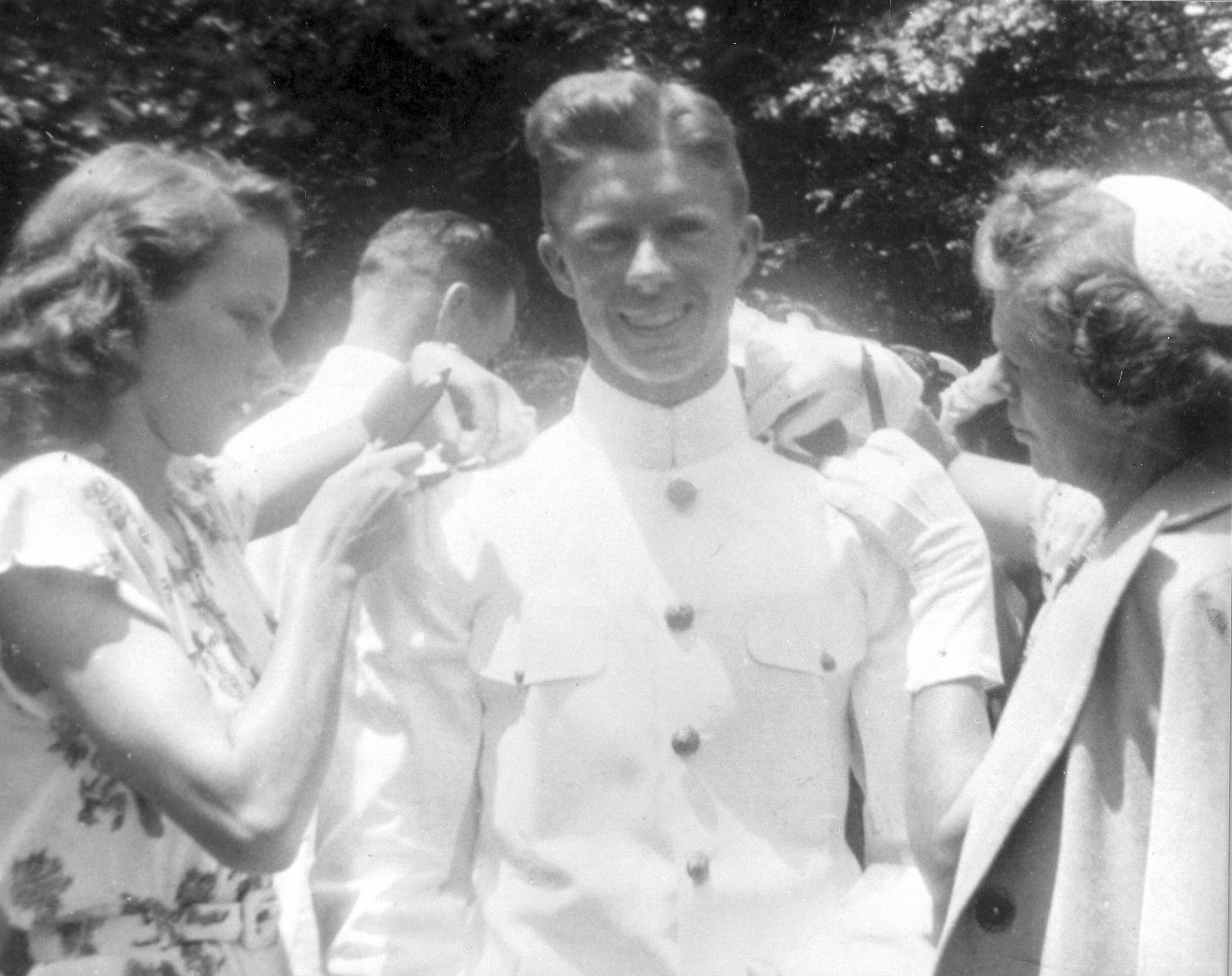
1946年6月5日，卡特在馬里蘭州安纳波利斯的美國海軍學院畢業典禮上與罗莎琳·卡特 (Rosalynn Smith) 及其母親合影。

1946年以820人中的第60名获理学学士毕业，被授予海军少尉军衔，随后与罗莎琳·史密斯结婚。
1948年，卡特轉入潛艇部隊，先去康乃狄克州的潛艇學校學習了半年，然後到太平洋艦隊常規潛艇「鯧魚號」服役。1949年晋升海军中尉军衔。隨後他被派駐到第七艦隊青島基地一年多，1949年4月30日中國人民解放軍開始包圍青島外圍，受國共內戰情勢影響，5月25日他隨美軍撤離青島。此後他隨艦在太平洋海域執勤，並多次到達盟國港口。1951年，调入梭魚號潛艦 (SSK-1)，取得了潜艇舰长资格，担任过副舰长。
1952年10月16日，卡特调入美國第一批核動力潛艇的研究工作，在华盛顿特区美国原子能委员会的Naval Reactors Branch工作了3个月。其間，研究項目負責人、後來被譽為「美國核潛艇之父」的上校，對他影響極大。李高佛是位勤奮出名和對下屬要求極嚴格的人，在他的栽培下，卡特很快成了核反應爐技術專家，同時，他對卡特的嚴格要求，使得卡特在以後的日子，做任何事情都全力以赴。1952年12月12日，加拿大原子能公司的乔克河实验室发生了堆芯熔化，数百万升高放废水淹没了地下室。卡特被派遣领导一支美国维护队伍，协助关闭该反应堆。美、加两国抢险人员必须身穿防护服（防止阿尔法辐射沾染）进入高通量堆芯工作数分钟以拆解反应堆部件。卡特后来在总统任期与卸任后，这一经历让他坚定了对原子能的态度，促使他签署总统令停止研制中子弹。卡特作为反应堆事故抢险人员，随后一年接受排泄物放射性检测与医学观察，为处于萌芽期的核医学提供临床数据。
1953年3月，卡特进入在斯克内克塔迪的联合学院接受6个月的培训，以进入美国第二艘核潜艇，也是唯一的液态金属钠反应堆的海狼號潛艇服役。但由于父親去世，他決定退役還鄉繼承父業，1953年10月9日退役時軍階為海軍上尉。美国海军预备役的身份一直保持到1961年。从军期间，卡特获得了美洲战区战功奖章、第二次世界大战胜利奖章、中国服役奖章、国防部服役奖章。

### 经营花生农场
卡特回到老家普莱恩斯后，重操舊業種植花生，然後又經商買賣化肥。妻子除了照顧家務和孩子外，也幫他算帳、過磅，並做些力所能及的農活。經過刻苦鑽研種田和經商知識，到七十年代中期，卡特農場已擁有土地3100英畝，資產總值100萬美元。

### 喬治亞州州長

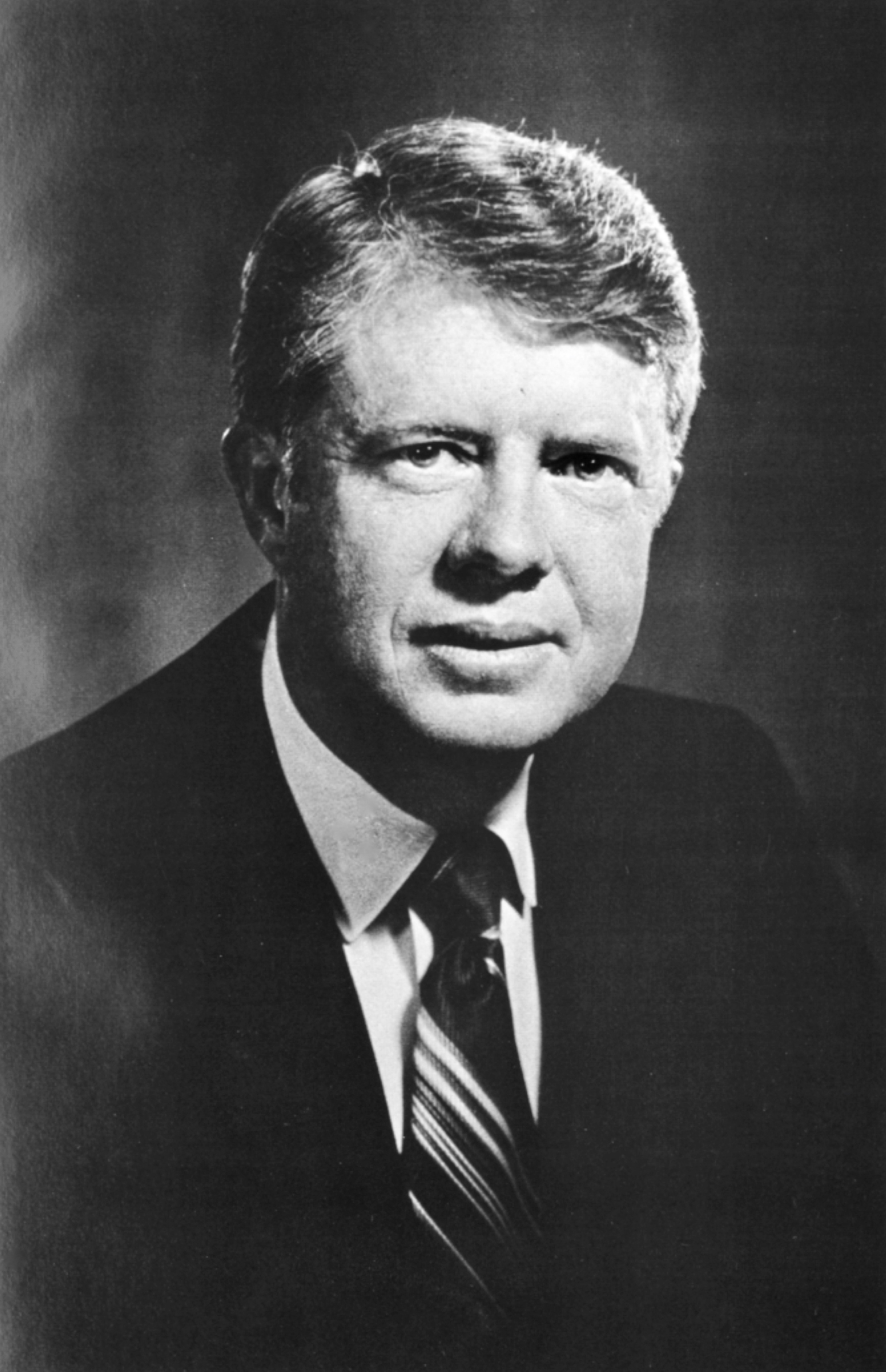
卡特州長任內肖像照

卡特關心和參與當地的社會活動。他廣泛地與群眾接觸，盡量擴大聯繫面，逐漸成為普蘭斯鎮的頭面人物。1970年，被稱為「鄉下佬」的卡特競選成功，成為喬治亞州第76屆州長。
就任州長后，卡特以強調政府效率、社會生態學和消除種族隔閡而引人注目。他在就職演說中宣布，「種族歧視的時代一去不復返了」。他最有代表性的行動就是把馬丁·路德·金的肖像掛在州議會大廈里，並宣布起用黑人參政。他著手精簡機構，大刀闊斧地把原來州政府的65個機構縮減為22個，以節約開支和提高辦事效率。同時，他又對財政制度加以整頓，規定凡是需要經費的單位，一律重新申請並由政府重新審核，如開支不當，政府可以拒絕批准。他又採取了許多保護自然資源和歷史資源以及加強法制的措施。這一系列做法，為卡特樹立了「最有成就的州長」的形象。按當時該州的法律，州長只能任期一屆，但4年州長任期期滿時，他已有了一段可以用來競選總統的資歷。

### 總統

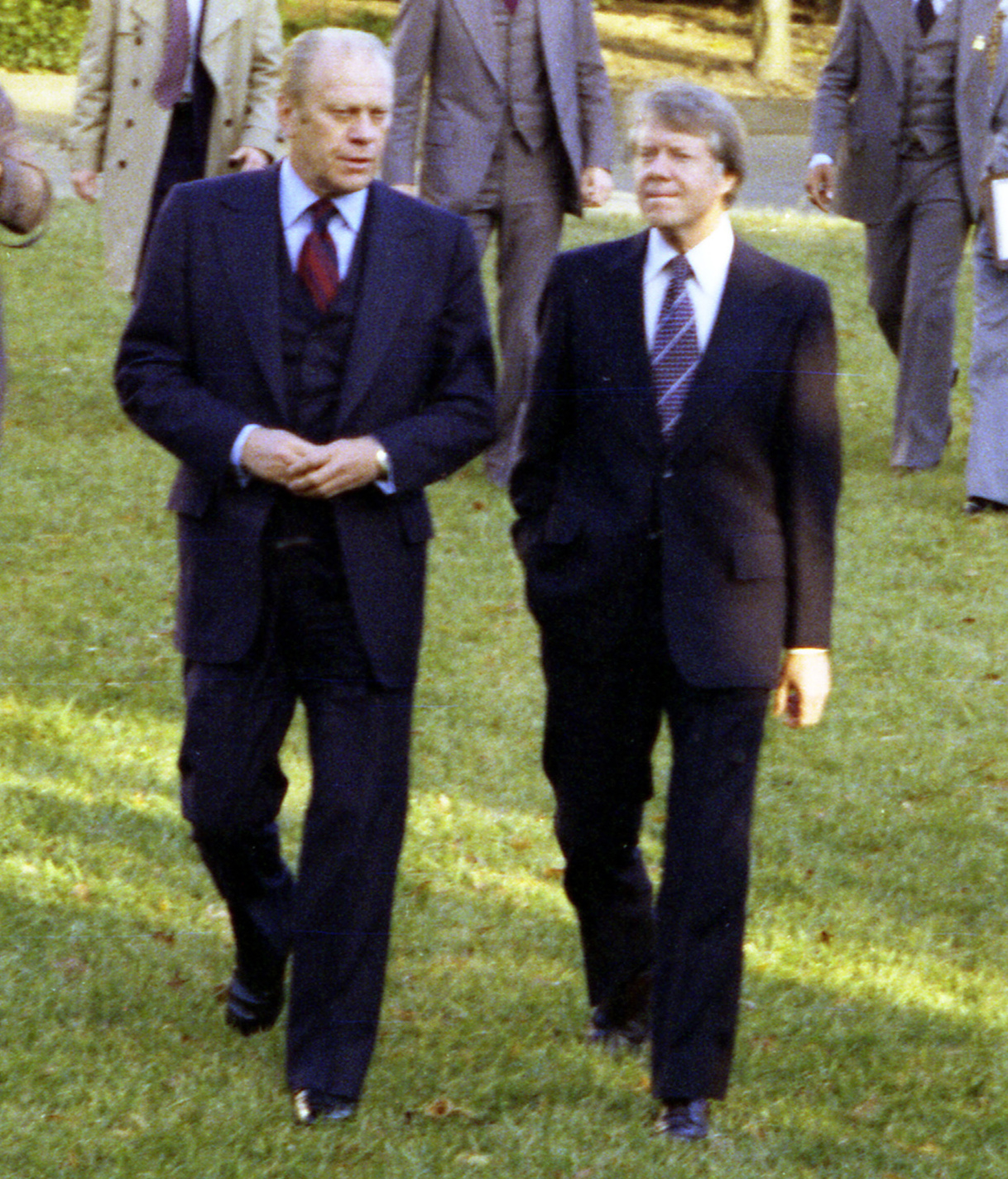
1976年11月，卡特與福特在白宮商討政權移交事宜

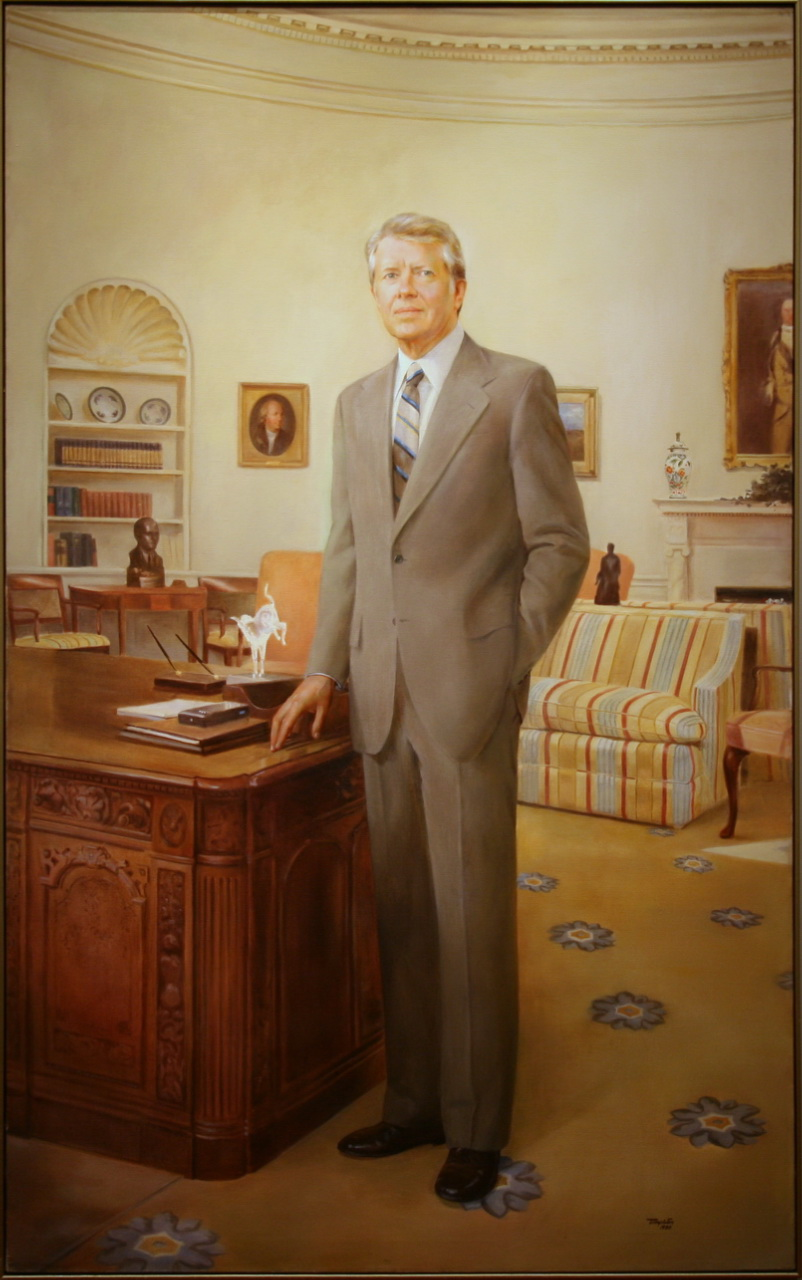
小詹姆斯·厄尔·卡特，1980年，布面油画，罗伯特·克拉克·坦伯顿作

1974年，卡特宣布參加民主黨總統提名競選。雖然缺乏一個全國性政治基地或重要支持力量，但他不懈的努力和有計劃的競選活動，使他獲得大批南方選票，在1976年7月贏得民主黨提名。来自南部的卡特選擇北部明尼蘇達州的自由派美國參議員沃爾特·蒙代爾為他的競選夥伴，于1976年11月總統選舉擊敗時任總統傑拉爾德·福特，这也是民主党最后一次在美國南部勝出並赢得全部選舉人票。
1977年1月20日，卡特宣誓就任美國第39任總統。就任後第二天便特赦了所有越南戰爭的逃避兵役者。任內重大事件包括：1979到1981年的伊朗人質危機，1979年的能源危機、三哩島核事故以及蘇聯入侵阿富汗。
卡特在總統任期內，力求加強其平易近人的形象，出現在公眾場合時，穿著及言談均不拘形式，不時舉行記者招待會，並避免總統的排場。然而儘管民主黨在參眾兩院均佔有絕對多數席位，卡特雄心勃勃的社會、行政、經濟改革方案還是在國會受到阻力，特別是受保守派民主黨人與共和黨人聯合阻擋他的法案通過，這導致多次短暫的美國政府停擺。保守派認為他未能彰顯和恢復美國社會價值，如墮胎合法化問題的處理（他接受最高法院墮胎合法化的判決），自由派則認為他無所作為。由於不能將其理想抱負變成現實，到了1978年時，他最初樹立起來的聲望便逐漸消失，其後在1980年總統選舉中敗選而連任失利。

#### 内阁
| 卡特内阁           | 卡特内阁            | 卡特内阁      |
| ------------------ | ------------------- | ------------- |
| 职务               | 姓名                | 任期          |
|                    |                     |               |
| 总统               | 吉米·卡特           | 1977年–1981年 |
| 副总统             | 沃尔特·蒙代尔       | 1977年–1981年 |
|                    |                     |               |
| 国务卿             | 赛勒斯·万斯         | 1977年–1980年 |
| 国务卿             | 埃德蒙·马斯基       | 1980年-1981年 |
| 财政部长           | W·迈克尔·布卢门撒尔 | 1977年–1979年 |
| 财政部长           | G·威廉·米勒         | 1979年-1981年 |
| 国防部长           | 哈罗德·布朗         | 1977年–1981年 |
| 司法部长           | 格里芬·贝尔         | 1977年-1979年 |
| 司法部长           | 本杰明·R·西维莱蒂   | 1979年-1981年 |
| 内务部长           | 塞西尔·D·安德鲁斯   | 1977年-1981年 |
| 农业部长           | 罗伯特·贝尔格兰德   | 1977年-1981年 |
| 贸易部长           | 华尼塔·M·克里普斯   | 1977年-1979年 |
| 贸易部长           | 菲利普·M·克卢茨尼克 | 1979年-1981年 |
| 劳工部长           | 雷伊·马歇尔         | 1977年-1981年 |
| 教育部长           | 歇尔莱·霍夫斯特德勒 | 1979年-1981年 |
| 教育部长           | 帕特里克·R·哈里斯   | 1979年        |
| 住房和城市发展部长 | 帕特里克·R·哈里斯   | 1977年-1979年 |
| 住房和城市发展部长 | 莫里斯·M·兰德里欧   | 1979年–1981年 |
| 交通部长           | 布罗克·亚当斯       | 1977年–1979年 |
| 交通部长           | 尼尔·E·戈尔德施密特 | 1979年–1981年 |
| 能源部长           | 詹姆斯·R·施莱辛格   | 1977年-1979年 |
| 能源部长           | 查尔斯·W·邓肯       | 1979年-1981年 |

#### 外交

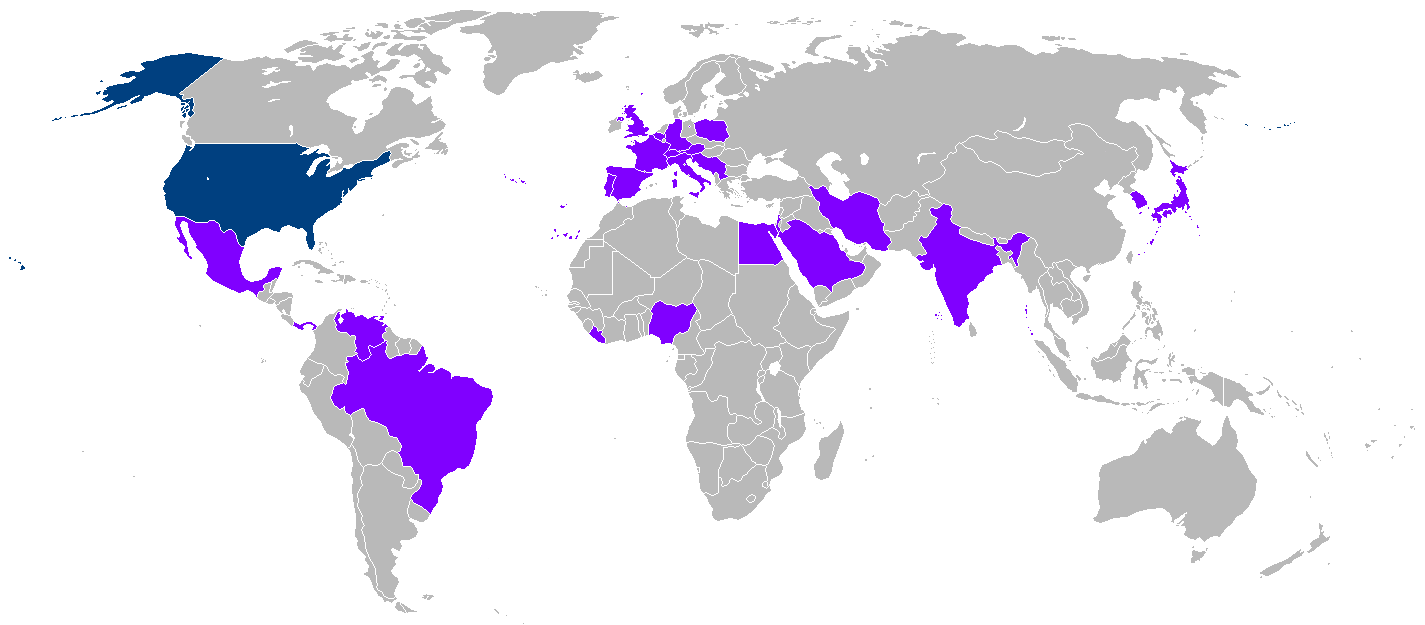
卡特任期間訪問的國家

1978年，卡特訪問非洲期間在奈及利亞首都拉哥斯

在外交事務方面，雖然卡特標榜的國際人權外交得到各方重視，但他的主要成就卻是更為實際的「忍耐外交」。1977年美國與巴拿馬簽訂了兩項條約，使後者得於1999年底接管巴拿馬運河，並保證其後該運河的中立地位。

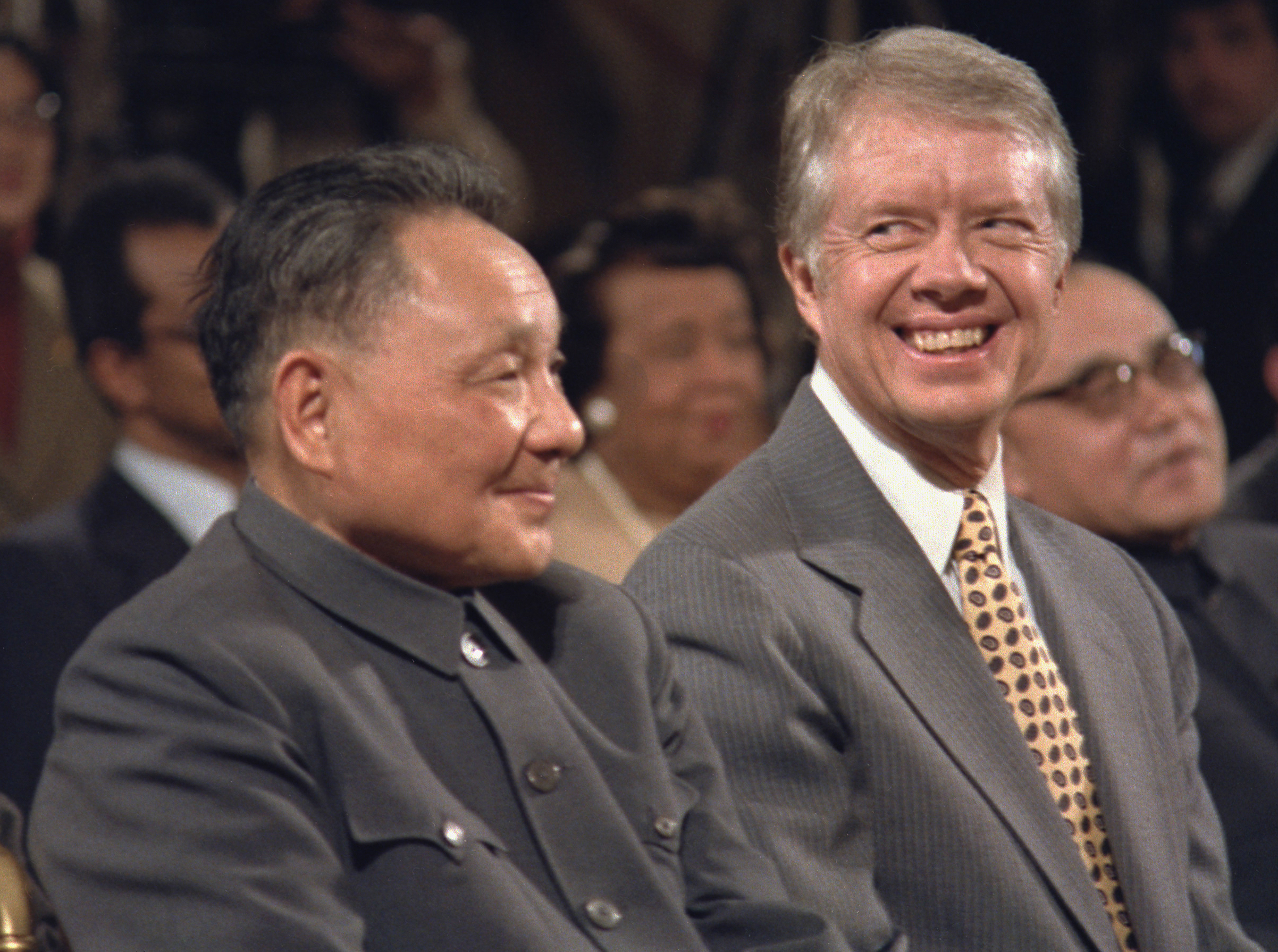
1979年的卡特與鄧小平

1978年12月，卡特總统在未徵詢國會或要求國會同意的情況下，宣佈與中華民國斷交轉而承認中華人民共和國，並由在台北市的美國大使安克志通知總統蔣經國。由於此舉並不符合傳統外交慣例，中华民国前外交部長錢復曾批評說這是無禮之舉。而同一時間美國國會也以壓倒性多數通過訂立《臺灣關係法》以取代《中美共同防禦條約》，規定假使臺灣安全遭受威脅，美國有義務協助臺灣自我防衛，卡特也在稍後簽署該法案。1979年1月1日，美國和中華人民共和國之間建立正式外交關係，同時結束美國與中華民國的官方關係，美國與中華民國之外交工作轉由新設立的美國在台協會負責。1979年1月，中國共產黨副主席兼國務院副總理鄧小平應邀訪問美國與卡特會談。1979年4月，美軍協防台灣司令部（USTDC）與美軍顧問團（MAAG）撤銷，最後一任協防司令林德少將於4月28日離台，至此，駐台美軍全數撤離台灣。1980年1月1日，《中美共同防禦條約》終止。

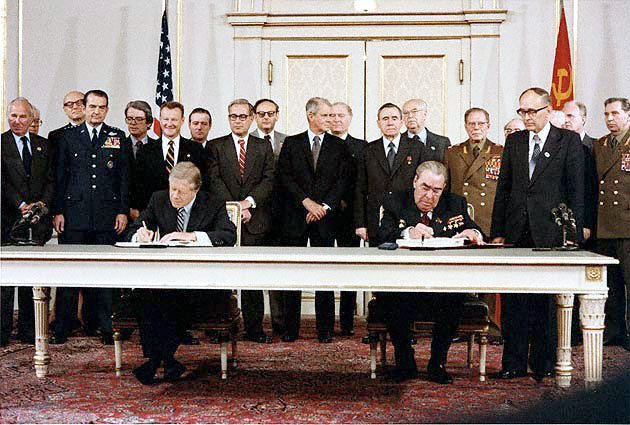
1979年與蘇聯簽訂限武條約

1978年，卡特邀請埃及總統薩達特與以色列總理貝京同赴大衛營，使雙方同意按協定來結束兩國間自1948年以色列立國以來的戰爭狀態。該協定規定兩國間建立全面性的外交和經濟關係，條件是以色列將所佔領的西奈半島歸還埃及。1979年又與蘇聯共產黨中央委員會總書記列昂尼德·勃列日涅夫在維也納簽訂新的雙邊限制戰略武器條約（SALT II），在兩個超級強國得以充分查核的條件下，建立彼此同等的戰略核武器發射系統（蘇聯入侵阿富汗后，卡特於1980年1月將提交參議院討論的該項條約撤回）。然而這些外交政策上的重大成功不久，即因一次嚴重的外交危機，和對卡特政策的普遍不滿，而黯然失色。
1979年11月4日，一群伊朗學生衝入駐德黑蘭的美國駐伊朗大使館，將使館人員扣為人質。學生暴行隨即得到伊朗革命政府的支持，於是在被困外交人員問題上，美伊之間的距離越來越遠。卡特的反應是迎合拖延，盡量通過談判方式尋求人質的釋放，避免與伊朗政府直接衝突。這一態度起初得到美國公眾支持，但在1980年4月美國秘密軍事援救人質行動失敗后，卡特未能取得人質獲釋，遂成為他一大政治包袱（人質直至1981年1月20日他卸任當天才獲釋）。1979年蘇聯進兵阿富汗，他採取了較為強硬的措施，禁止美國穀物輸往蘇聯，並抵制1980年莫斯科夏季奧運會。
卡特任內沒有訪問中華人民共和國，但他卸任總統後在1981年8月馬上到訪了中國大陸，隨後也多次到訪中國。

#### 內政

1971—2009年日圓和美元的通貨膨脹率

國內方面，卡特在處理經濟問題上引起廣泛關切。自他上任以來，通貨膨脹率逐年上升，1976年為6%，1980年已升至12%以上。失業率仍高達7.5%；波動的利率1980年竟兩次達到20%，甚至更高。
1977年4月18日，卡特發表電視講話宣布現今美國所面對的能源危機「在道德上，和戰爭等同」（moral equivalent of war）。他呼籲所有美國公民節能減碳並在白宮安裝了太陽能熱水板，並時常穿著毛衣以抵消白宮暖氣調低所減少的熱量，可同時安裝太陽能板的行為也被部分媒體批評所費不貲，而太陽能熱水板也在1986年被時任總統隆納·雷根下令拆除，而後轉給位於緬因州的一所學院的食堂安置。

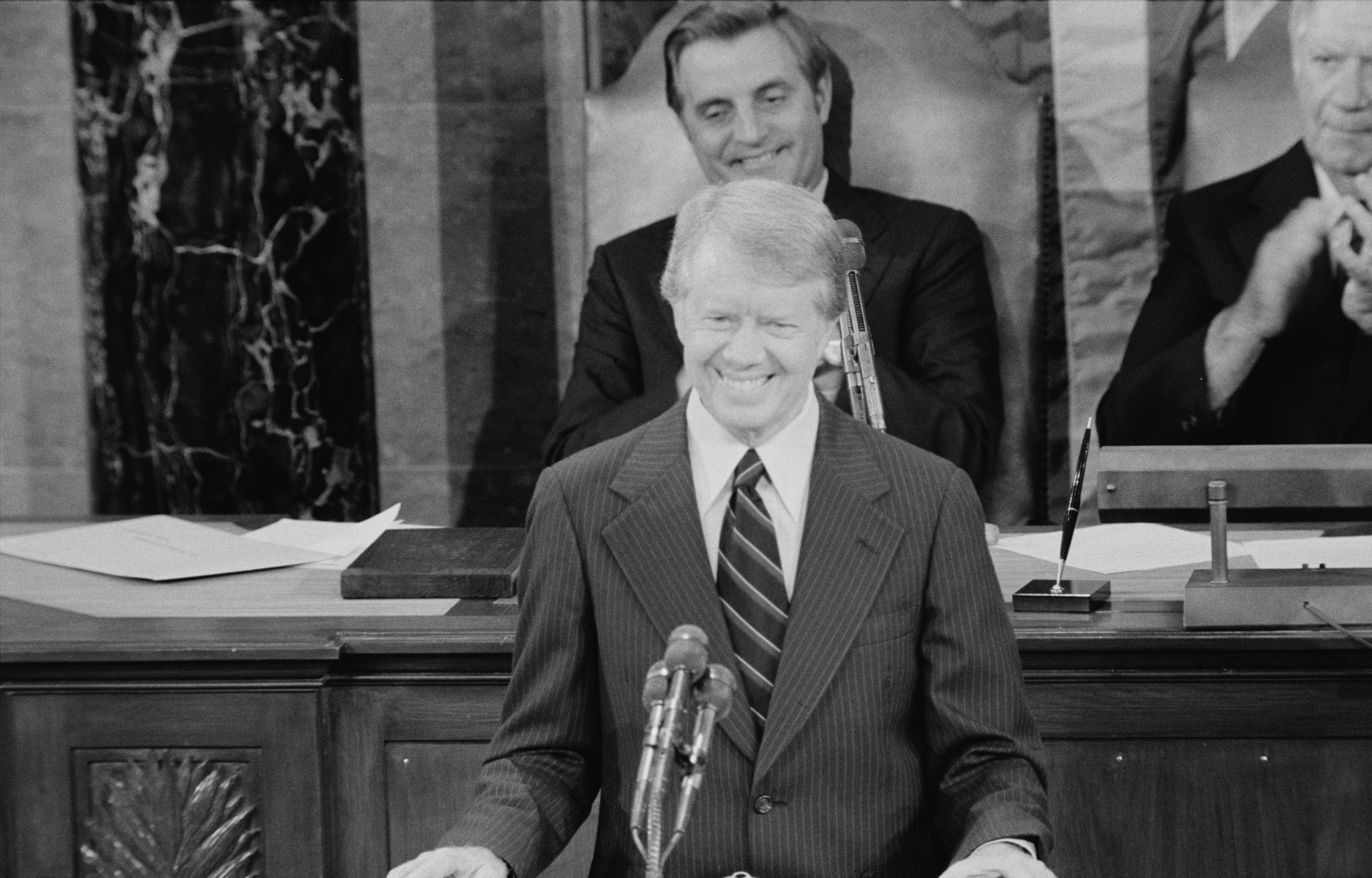
卡特於1978年9月18日向美國國會議員演講

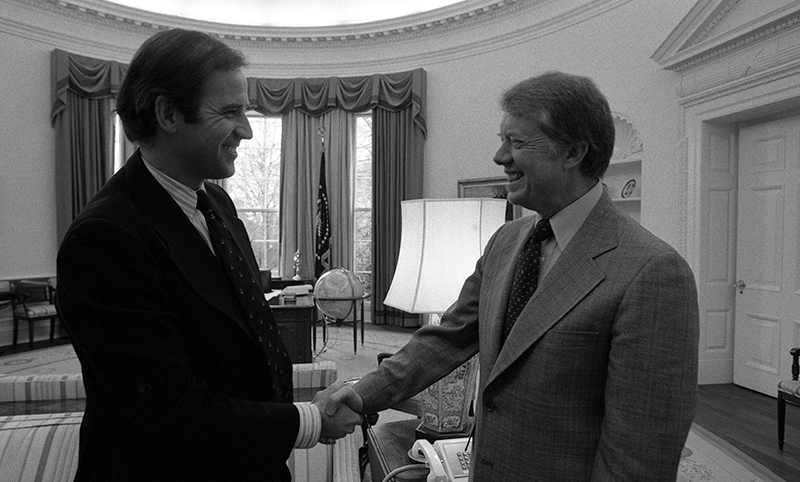
卡特總統於1978年與美國參議員、未來總統乔·拜登會面

1978年，紐約州爆發「拉夫運河（The Love Canal）事件」，從1970年代開始，當地居民不斷出現疾病徵兆，孕婦流產、嬰兒畸形、癌症等病症的發病率居高不下。經過政府調查發現原因在於之前持有運河的化學品公司將充斥著有毒廢棄物的運河填埋覆蓋而後轉贈給當地政府發展為住宅區。同年卡特宣布緊急撤離在拉夫運河附近超過800個家庭，並拆除大約500間房子以及第99街學校和第93街學校，以對當地環境進行清理。卡特承認有許多與“拉夫運河”相同的案例存在於全國各地，且這些是“我們當今時代最嚴峻的發現之一”。1980年，美國國會通過了《環境應對、賠償和責任綜合法》，該法因其中的環保超級基金（Superfund）而又被稱為《超級基金法》。
1978年克萊斯勒汽車公司面臨財務危機，僱用前福特汽車總裁李·亞科卡擔任總裁，亞科卡尋求美國政府援助，1979年12月國會通過克萊斯勒貸款法案（法律HR 5860，又名公法96-185），在1980年1月7日卡特簽署同意後借出15億美元貸款，拯救克萊斯勒公司。
1979年，卡特透過簽署了克蘭斯頓法案放寬美國啤酒行業的管制，這項法案修改了美國聯邦貨物稅，即家釀酒出售時，其稅務不同於大型釀酒廠的優惠。撤銷管制讓美國釀酒業得以繁榮騰飛。放寬管制使家庭釀造酒在80年代和90年代大幅增加，到2000年已經發展成一個美國文化中強大的工藝。

#### 競選連任失敗

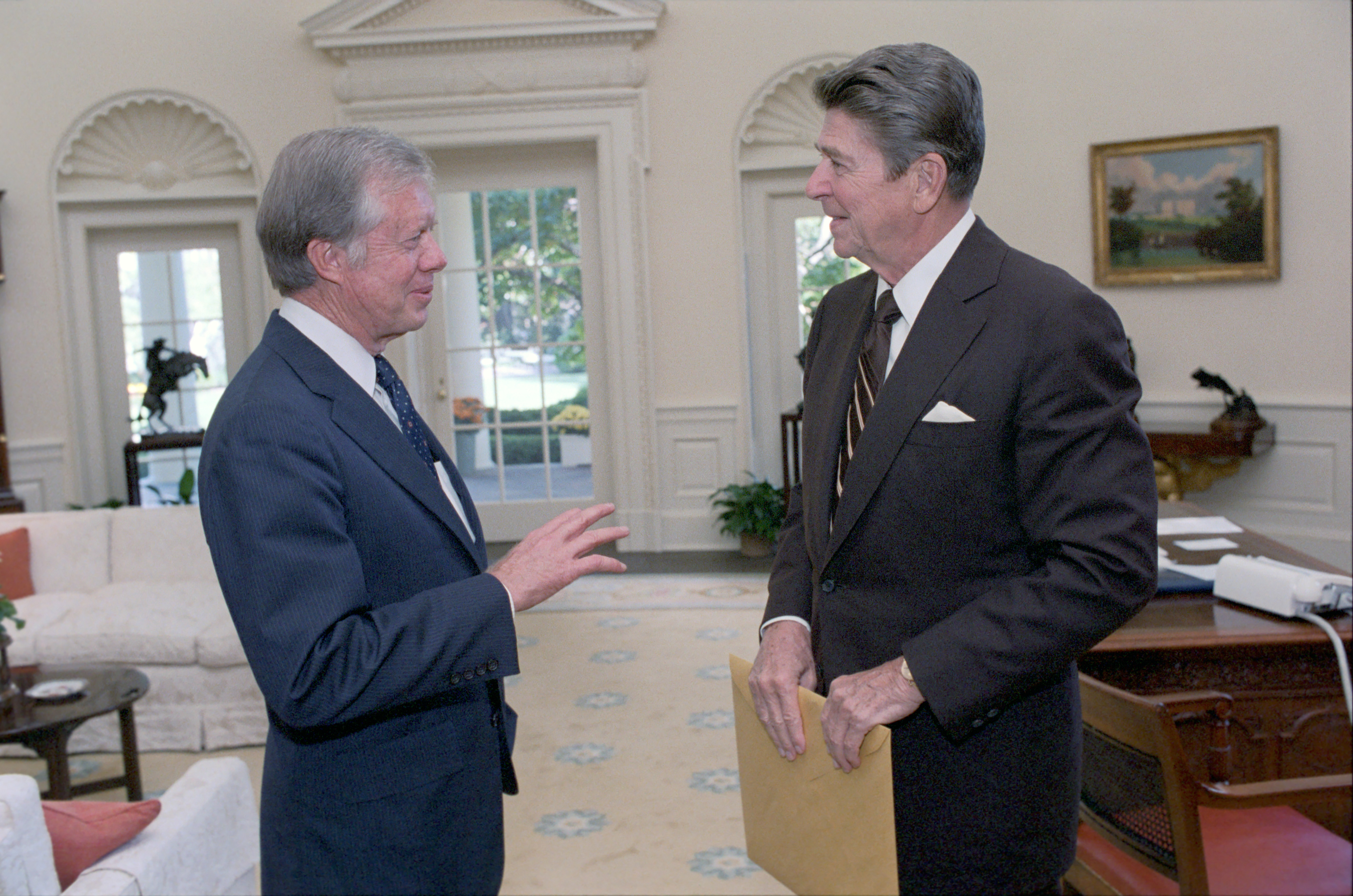
1981年10月，卡特與里根在白宮

雖然在國內改革及經濟政策上遭到明顯失敗，又有1979年的外交危機，他仍然贏得1980年民主黨的總統候選人提名。但美國人民對其執政能力的信任已跌至谷底，無可挽回，因此在當年11月的大選中，卡特被共和黨總統候選人罗纳德·里根以壓倒優勢擊敗。

### 卸任生活

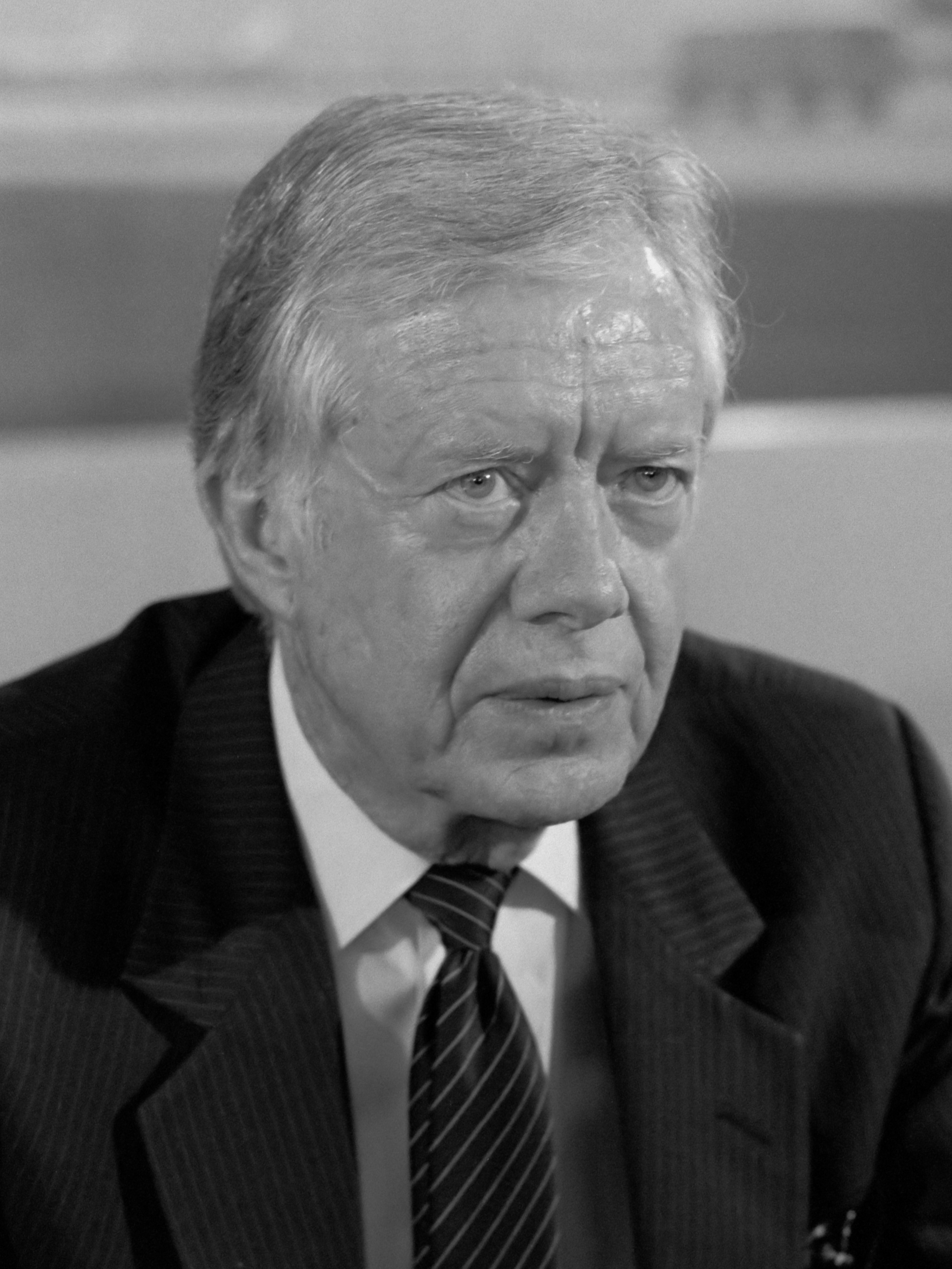
1988年的卡特

卡特卸任后沉寂了一小段時間，不久後他重新活躍起來，從事繁忙的政治、經濟和社會活動。1981年5月他出席了紀念杜魯門總統誕辰的授獎大會，並在會上發表了卸職后的第一次演說。7月初他首次批評里根政府的政策，指責它出售大宗武器使美國再次被稱為世界軍火商。8月底和9月初他應邀訪問中國和日本。1987年他在第二次訪問中國后說，他任內最欣慰的是促成美中關係正常化。他相信中國可以和平統一。

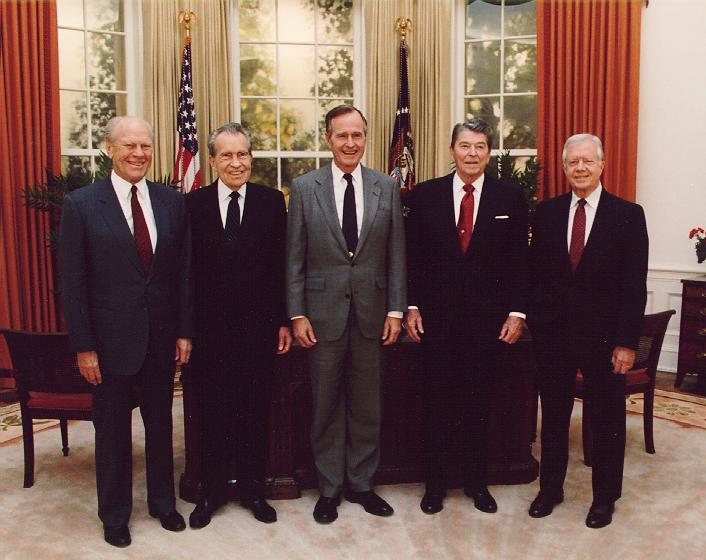
1991年與四任總統回白宮合照，卡特在最右邊的站位

1981年10月，他前往埃及參加薩達特總統的葬禮。1982年9月，他接受亞特蘭大的埃默里大學的聘請，任客座教授。後來他在這所大學建立了研究國際問題的卡特中心。1985年他先後發表文章和講話，表示贊成里根和蘇聯共產黨總書記米哈伊爾·戈巴契夫舉行日內瓦會議，主張兩國達成裁減核武器協議，不贊成里根推動「星球大戰」計劃。1994年，他在與朝鲜民主主义人民共和国談判結束核武器的發展、與海地談判權力和平移交、與波士尼亞的塞爾維亞人和穆斯林安排短期停火中，都發揮了特殊的作用。2002年，卡特获得诺贝尔和平奖。卡特一直有「模範卸任總統」之稱，獨立報曾經評論道：卡特總統不當總統時，比當總統時更稱職；相反柯林頓當總統時，比他不當總統時更稱職。

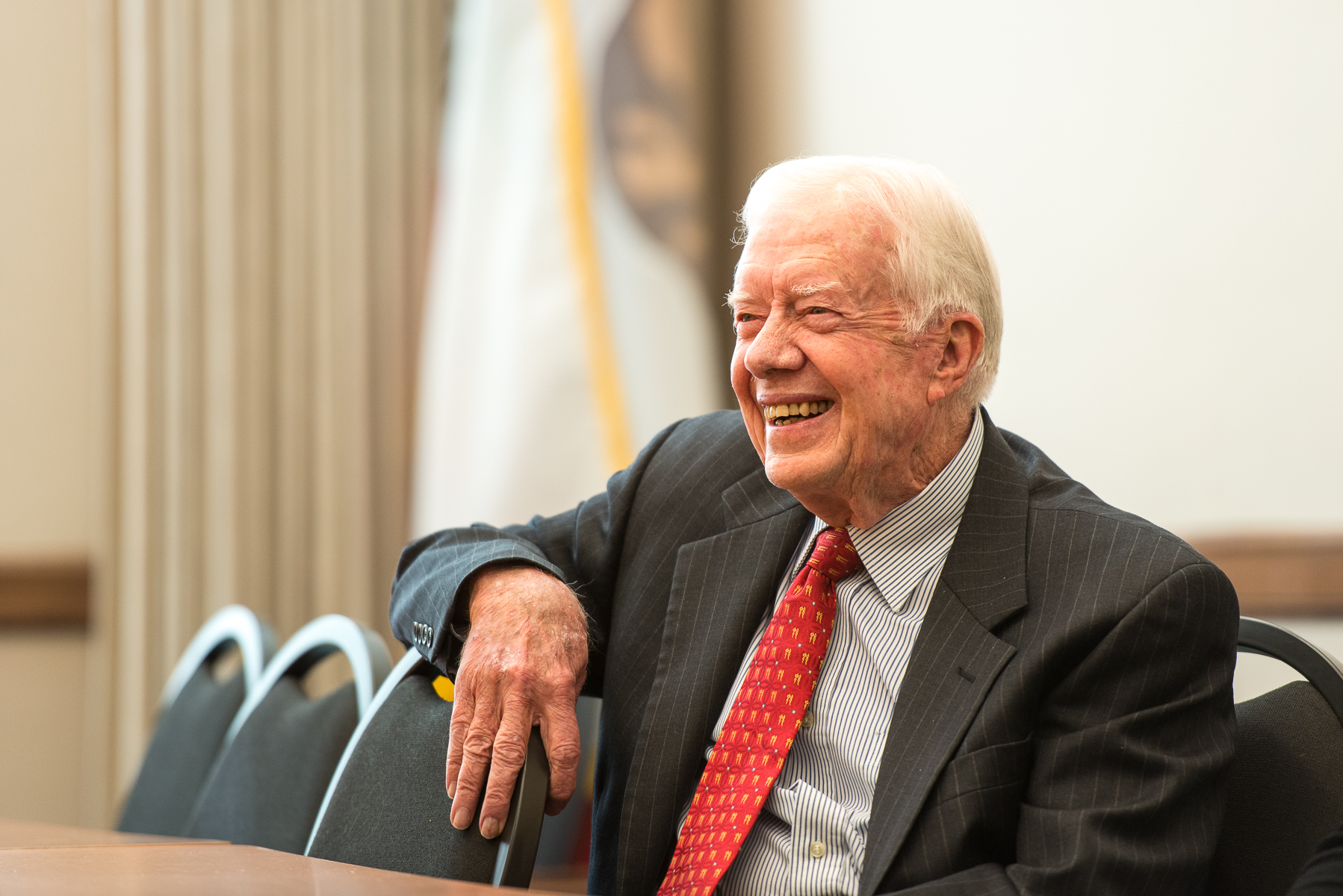
2013年的卡特

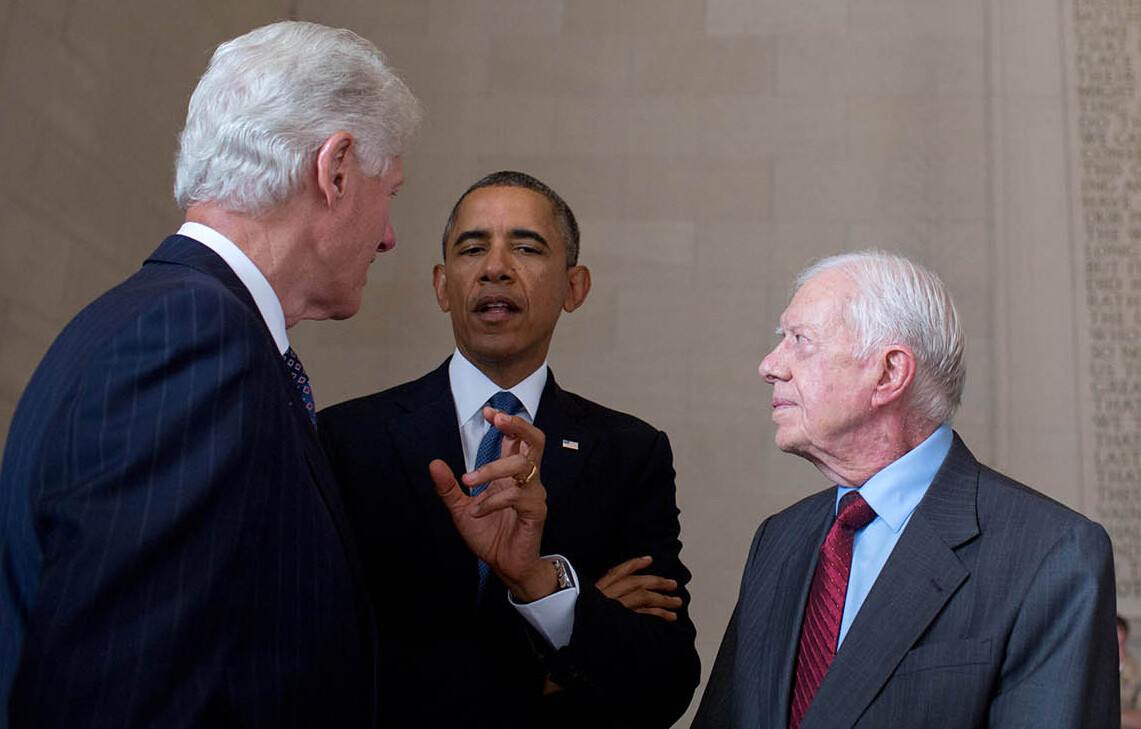
前總統比尔·克林顿（左）和卡特（右）與當時的總統贝拉克·奥巴马（中）於2013 年8月在林肯紀念堂舉行的向华盛顿进军50周年慶典上

即使疾病在身，卡特對外交和政治活動熱情不減，依然是美國政界活躍人物，並擔任許多私下穿梭角色。2003年起十多年美國在中東展開反恐战争的大戰略，卡特是反對者之一，認為美國在中東犯下戰略失誤和巨量資源錯置浪費，並認為和中俄兩國以平等相處尊重彼此的戰略利益從而共管世界，才是最佳美國戰略並能打造一個眾人獲利多贏的新世界，美國冷戰結束後二十多年來居高臨下領導和改變別人的心態；壓縮別人戰略利益當作勝利的做法，最終將無以為繼並遭致大禍。卡特的想法在美政界顯得特立獨行，其與俄罗斯总统普京私交甚好，并聲稱俄罗斯接收克里米亚是“大势所趋，是众望所归”，與西方普遍觀點大相逕庭引起嘩然。2015年，在俄羅斯介入叙利亚内战轟炸伊斯蘭國後，卡特將一份已在卡特中心網站公開的敘利亞戰況地圖副本交予俄羅斯駐美國大使館。但在2022年俄羅斯入侵烏克蘭後他改變立場，明確反對俄军针对泽连斯基政权的“特别军事行动”。
卡特晚年的核心思想認為，美國一直有一種「超人情結」，在設定一個遠超自己国力的目標而拒絕面對現實，想圍堵俄國甚至中國最終都將圍堵失敗；想改變整個回教世界的宗教、文化、政治價值觀，最終也將改變失敗。美国为了维持其霸权秩序盲目进行离岸制衡造成的大量人力物力的折損導致國內債台高築和經濟變差，對異質文化的蔑視與不尊重也讓國際形象轉壞，最終全無獲利同時又將世界帶入不可控的變局，而這變局最後讓美國獲利的機率微乎其微，反而是另一個或多個強權會趁機獲利，最終反而是美國自己受到了戰略壓縮。
2019年1月，卡特表示希望柯瑞·布克競選2020年美國總統選舉。2024年8月，卡特表示希望能在2024年美國總統選舉中為民主黨總統候選人賀錦麗投下一票。

### 晚年與逝世
2015年8月，90歲的卡特被證實患上肝癌，癌細胞已转移扩散到身體其他部位，他將會在亞特蘭大一間醫院接受治療。卡特中心發表聲明，指卡特早前接受手術，切除一塊小腫塊，檢查後證實患癌。卡特會調整自己的行程，接受治療。美國癌症專家表示，得知卡特接受免疫療法抗癌後，目前接受默克藥廠（Merck ＆ Co）的Keytruda以调动免疫系統對抗癌細胞。他也在記者會上表示對於存活表示樂觀，正在對抗已经扩散至脑部和肝脏的黑色素瘤，已經動手術切除肝臟，將針對腦部4個惡性黑色素瘤接受放射治療。卡特表示，他已施打一次Keytruda。這種免疫療法與美國藥廠必治妥施貴寶（Bristol-Myers Squibb）的Opdivo類似，目的都是在抑制蛋白質PD-1的作用。PD-1蛋白質會讓免疫系統無法發現與攻擊癌細胞。不過藥價所費不貲，一年得花15萬美元。但紐約大學朗格尼醫學中心癌症中心醫師派崔克（Anna Patrick）表示，儘管僅有4成患者對Keytruda免疫療法有反應，但是對療法有效的患者多能存活多年，免疫系統能受到良好控制。2015年12月6日，卡特发表声明说，医生在他做完最近一次脑部核磁共振成像扫描后，发现他大脑中的癌细胞已经消失。
2018年11月30日，在老布希過世後，卡特成為在世最年長的美國前總統。2019年3月22日，卡特超越老布希締造之長壽紀錄（94歲171天），成為最長壽的美國總統。
2019年，卡特多次跌倒并接受了髋关节置换手术。
2023年2月18日，经过一系列的短暂住院治疗后，卡特决定将剩余时间留在家中与家人团聚，接受安寧緩和醫療，而非额外医疗干预。10月1日，卡特成为美国历史上首位年满99周岁的总统。但他的妻子罗莎琳在庆祝96岁大寿和两人77年白金禧婚姻之几个月后的11月19日逝世。2024年10月1日，卡特迎來他人生中第100個生日，成為美國總統中的首位百岁人瑞，此外他还是卸任后在世时间最久以及婚姻持续时间最长的美国总统。
2024年12月29日，卡特中心宣布，卡特在喬治亞州普萊恩斯的家中逝世，终年100歲。

## 個人生活
卡特的嗜好包括繪畫、飛蠅釣、木工、騎自行車、網球和滑雪。他對詩歌也很感興趣，尤其是狄兰·托马斯 (Dylan Thomas) 的作品。在1977年對英國進行國事訪問期間，卡特建議在西敏寺的詩人角 (Poets' Corner) 為托馬斯 (Thomas) 設立紀念碑；這項建議後來於1982年實現。
卡特是埃尔维斯·普雷斯利 (Elvis Presley) 的私交好友，他和罗莎琳於1973年6月30日在普雷斯利於亞特蘭大登台表演之前相識。在普雷斯利於1977年8月突然去世前兩個月，他們仍保持電話聯絡。卡特後來回憶起1977年6月突然接到普雷斯利的電話，普雷斯利尋求卡特的總統特赦，以幫助 George Klein 的刑事案件；當時 Klein 只因郵件詐騙被起訴，後來被判串謀罪成立。根據卡特的說法，普雷斯利因為服用巴比妥類藥物而幾乎語無倫次；雖然他又給白宮打了好幾個電話，但這是他們最後一次通話。在普雷斯利去世的第二天，卡特發表了一份聲明，並解釋了他是如何「改變了美國流行文化的面貌」。

### 家庭

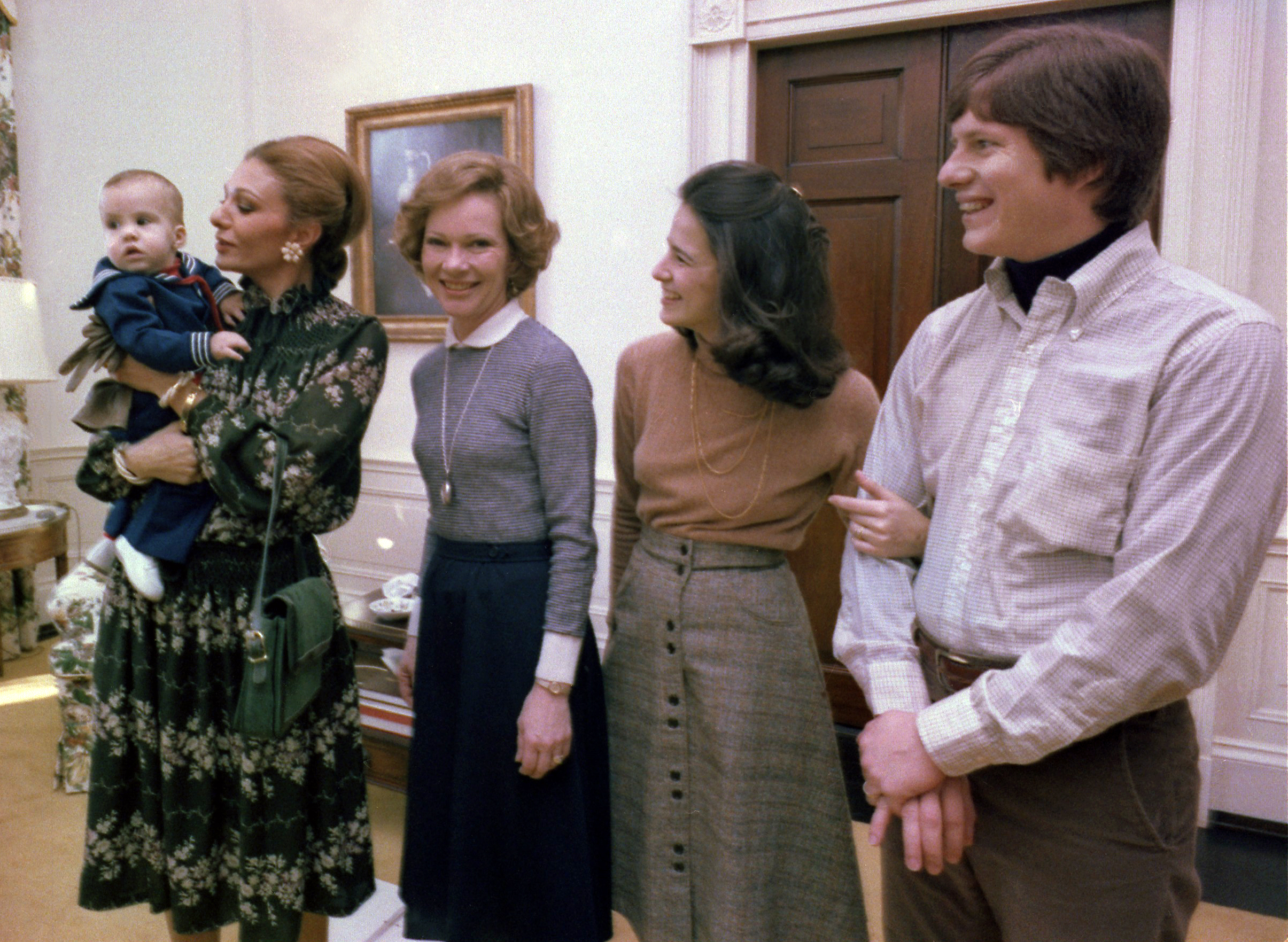
1978年1月，伊朗皇后法拉赫·巴列維 (Farah Pahlavi) 抱著吉米·卡特四世，羅莎琳·卡特、卡倫·卡特 (Caron Carter) 和奇普·卡特 (Chip Carter) 在旁觀看

卡特有三個兄弟姐妹，他們都死於胰臟癌：妹妹歌莉雅·斯潘（Gloria Carter Spann，1926-1990）和露丝·卡特·斯特普頓（Ruth Carter Stapleton，1929-1983），弟弟比利·卡特（Billy Carter，1937-1988）。他是政治家休·卡特（Hugh Carter）的嫡表弟，也是音樂家卡特家族的遠房表弟。他與摩城唱片 (Motown) 創辦人貝瑞·高迪 (Berry Gordy) 的關係來自於他們的白人曾祖父 James Thomas Gordy，James Thomas Gordy 與他奴役的黑人女子生了一個孩子。
1946年7月7日，卡特和罗莎琳·卡特在罗莎琳家族的教堂普莱恩斯衛理公會 (Plains Methodist Church) 結婚。两人婚后共育有三子一女。
- 傑克·卡特（英语：Jack Carter (politician)）（1947年7月3日出生），長子，政治人物，在2006年美國內瓦達參議院選舉敗給共和黨約翰·恩賽。
- 詹姆士·厄爾·卡特三世（James Earl “Chip” Carter III，1950年4月12日出生），次子。
- 唐內爾·傑弗瑞·卡特（Donnel Jeffrey “Jeff” Carter，1952年8月18日出生），三子。
- 艾米·卡特（英语：Amy Carter）（1967年10月19日出生），幼女，進入白宮後才開始受矚目，政治活動家。

卡特家族的長子傑克·卡特 (Jack Carter) 是2006年內華達州民主黨提名的美國參議員候選人，輸給了共和黨現任議員約翰·恩賽 (John Ensign)。傑克的兒子傑森·卡特 (Jason Carter) 曾任喬治亞州參議員，並於2014年獲民主黨提名競選喬治亞州州長，輸給共和黨現任州長南森·迪爾 (Nathan Deal)。2015年12月20日，卡特在教授主日學課程時宣布，他28歲的孫子 Jeremy Carter 因不明原因去世。

## 著作

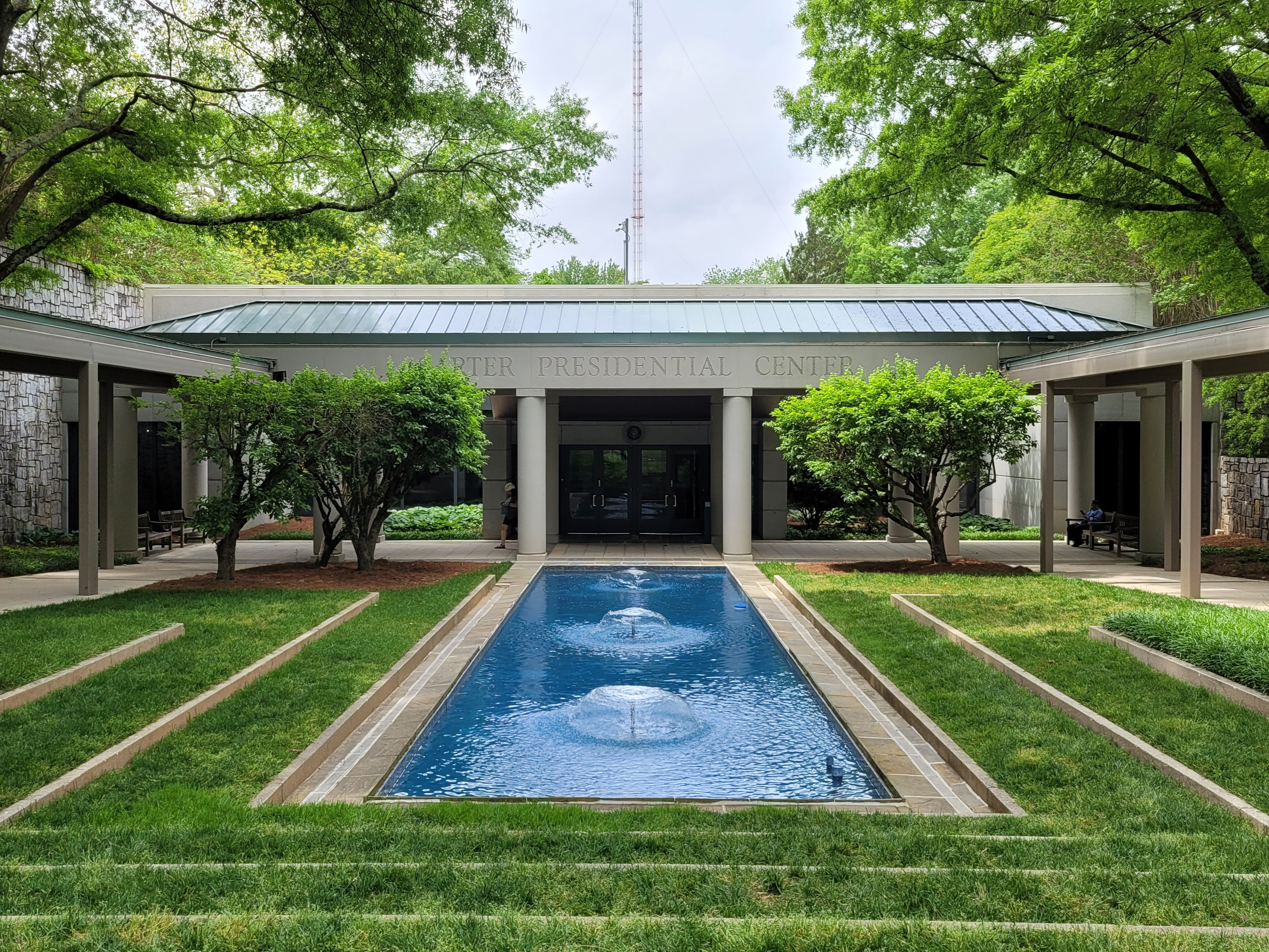
吉米·卡特图书馆暨博物馆於1986年啟用

吉米·卡特共出版了21部回忆录、政论、诗集和小说，部分著作有中文版。
回忆录
- 《卡特回忆录 忠于信仰》1982，中文版1985新华出版社
- 《总统下野之后：卡特夫妇回忆录》，中文版1991陕西人民出版社
- 《卡特自传：从农场到白宫》，中文版2017译林出版社
- 《充实的一生：九十岁回忆录》2016（A Full Life: Reflections at 90）

政论
- 《为何不能出类拔萃》1975，无中文版
- 《巴勒斯坦：要和平不要种族隔离》2006，无中文版
- 《美国道德危机 我们频危的价值观》，中文版2007西北大学出版社

诗集
《永遠的估量及其他詩歌》1995
小说
《馬蜂窩》2003年由西蒙和舒斯特公司出版，它寫的是美國獨立戰爭故事。《马蜂窝》里出现的一名政治人物：巴顿·圭奈特（Button Gwinnett）作为佐治亚州州长和《独立宣言》签署者之一，在不少读者眼里简直就是作者卡特心目中理想的政治领袖形象，或许跟他本人很相像。